# Атанас Пържелов
Атанас Пържелов е български футболист и треньор.

Роден е на 9 февруари 1932 година във Велико Търново. Бил е футболист от 1945 до 1959 г. Играе като вратар в отборите на Септември, Чавдар, Спартак и Червено знаме (Пазарджик) в периода 1945 – 1950 г., в Академик (София) през 1950 – 1952 г. и Бенковски (Пазарджик) през 1957 – 1959 г. Завършва ВИФ (сега НСА) със специалност „Футбол“.
През 1959 година е треньор на Бенковски (Пазарджик), а през сезоните 1962/1963 и 1963/1964 е старши треньор на Ботев (Пазарджик). След това треньорската му кариера продължава в Славия (София) – 1964 – 1967 с децата и юношите, а от 1973 до 1978 г. води и мъжкия отбор, с който спечелва Купата на Съветската армия (КСА) през 1975 година. Има звание „полковник“ от Строителни войски. Съюзен треньор при БФС (тогава Българска федерация по футбол БФФ) през 1971/72 и 1978 година. От 1978 до 1979 г. е треньор българския национален отбор в 2 мача заедно с Цветан Илчев и Янко Динков и самостоятелно на Етър (Велико Търново), който под негово ръководство след този сезон влиза в А група. Тогава му е гласувано и по-високо доверие и е назначен за старши треньор на националния отбор на България от 1979 до 1982 г., когато има 30 мача – 10 победи, 6 равни и 14 загуби при голова разлика 42:43. Бил е треньор и в Кипър. От 1993 до 1994 г. Атанас Пържелов е вицепрезидент на БФС и след оставката на президента на БФС Валентин Михов води делегацията на националния отбор на световното първенство през 1994 г. в САЩ. Работил е като журналист и редактор във вестник „Футбол“.
През 1999 г. прекарва инсулт, който засяга паметта му. От 2004 г. е с високо кръвно налягане, а от 2008 има проблеми с говора. През 2009 г. получава възпаление в коляното на по-силния ляв крак и треперене на цялото тяло.
Награден е от БФС със „Сребърна значка“ като треньор на 9 април 2013 г. по случай 100-годишнината на „Славия“.
Умира през август 2013 година.